# Charlie Watts
Charles Robert Watts, detto Charlie (Londra, 2 giugno 1941 – Londra, 24 agosto 2021), è stato un batterista britannico, componente del gruppo rock dei Rolling Stones.
Nel 2016 fu 12º nella lista dei 100 migliori batteristi di Rolling Stone.

## Biografia

### Infanzia e adolescenza
Nato da padre omonimo Charles Watts, un camionista, e da mamma Lilian Eaves, il piccolo Charles visse sempre nella zona nord di Londra. Dapprima nel quartiere Kingsbury, studiando alla scuola Tylers Croft. Nel 1956 la famiglia si trasferì al 23 di Pilgrims Way, nel vicino quartiere Wembley, dove il piccolo Charles conobbe quel che sarà il suo eterno amico, il vicino di casa Dave Green, all'epoca un ragazzino molto interessato al rhythm and blues, una passione che trasmise al futuro batterista rock.

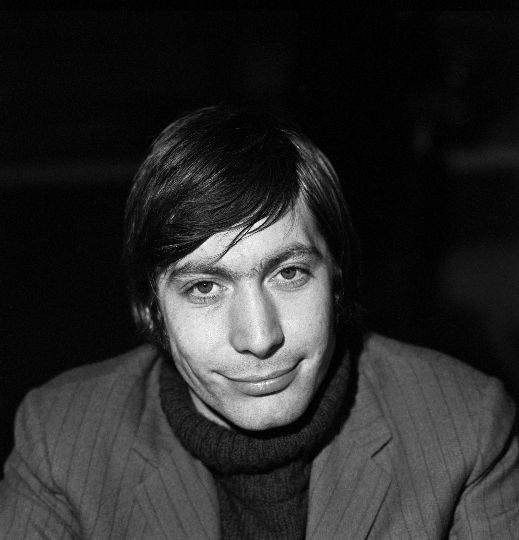
Charlie Watts nel 1965

Charles scopre già da giovanissimo la musica di Miles Davis e di John Coltrane, ma comincia a interessarsi alle percussioni soltanto qualche anno più tardi, trasformando inizialmente un vecchio banjo in un tamburo rullante. Tuttavia, la musica rimane ancora un interesse marginale; nel 1958 comincia a frequentare la scuola d'arte Harrow, con un indirizzo letterario, che gli frutterà un buon impiego presso un'agenzia pubblicitaria. Ma è continuando a suonare la batteria che molto presto, nel 1960, il giovane Charles capirà cosa fare nella vita, iniziando a suonare in una varietà di band nel vasto panorama dell'emergente blues rock londinese.

### I Rolling Stones
Charlie Watts è stato l'ultimo tra i componenti originari dei Rolling Stones ad unirsi alla band. Inizialmente egli si fece le ossa nel fervidissimo ambiente blues della Londra dei primi anni sessanta sotto l'ala protettiva di Alexis Korner, in quella autentica fucina di talenti che fu la Blues Incorporated. Fu solo nel gennaio del 1963 che egli si unì in pianta stabile ai Rolling Stones, all'epoca già formati da Jagger, Richards, Wyman e Jones, per rimanervi poi, fedelissimo, fino alla morte. In svariate occasioni gli altri membri degli Stones hanno avuto modo di rimarcare come gran parte delle alchimie della band passino proprio attraverso il particolarissimo groove di Watts. In giovane età fu infatti più un appassionato di jazz, in particolare del drummer Chico Hamilton, tanto da affermare: «Non sapevo niente di R&B, per me il blues era Charlie Parker quando suonava lentamente.»

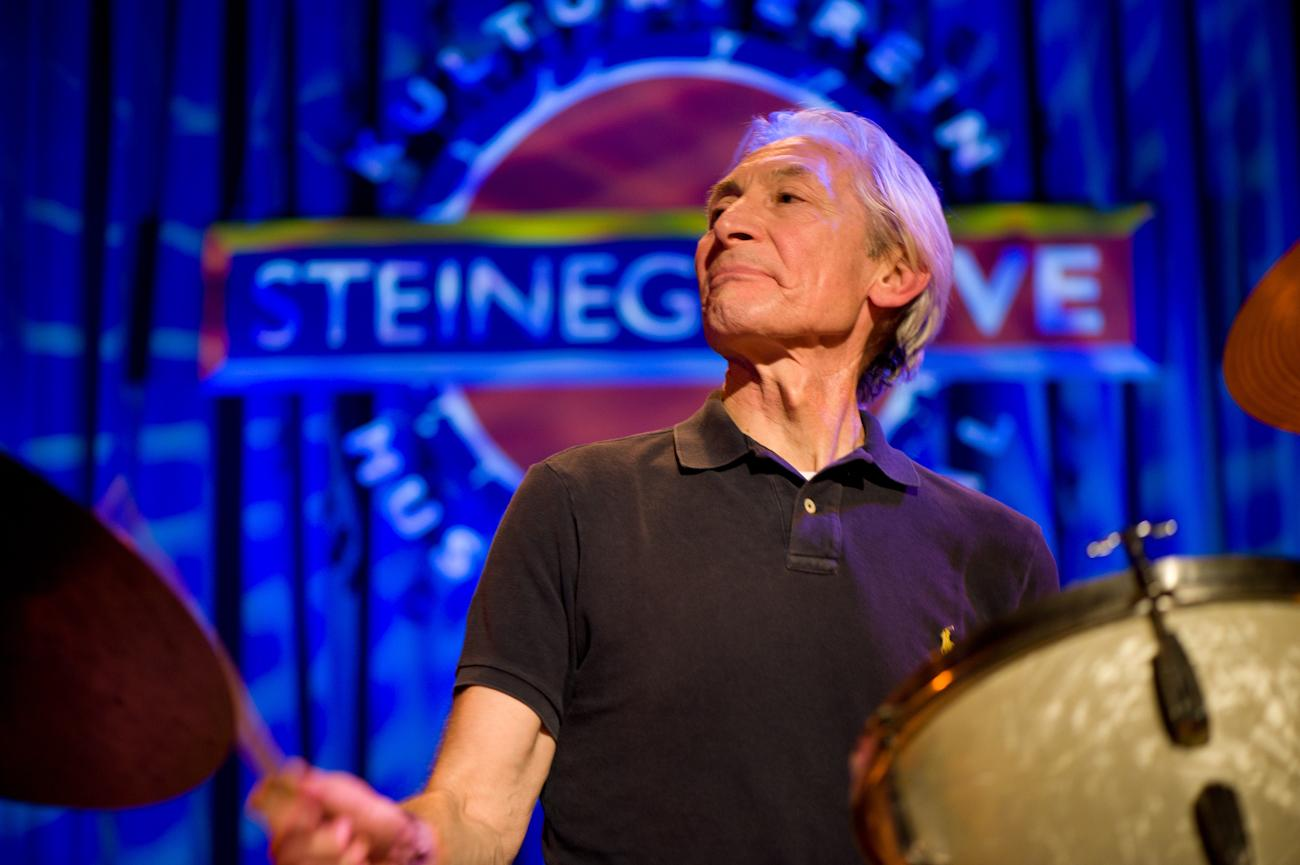
Watts al Steinegg Live Festival 2010 di Collepietra

Dopo essere andato ad abitare con gli altri nell'appartamento di Edith Grove, imparò conoscere il blues e il Rock 'n' roll, appassionandosi di DJ Fontana, batterista di Elvis, ed Earl Phillips, batterista blues di Chicago, tra gli altri con Jimmy Reed, vero e proprio nume tutelare della band. Riuscì a mantenere sempre quel tocco jazzato, quasi swingante, che lo rese più raffinato, in un ambiente, come dice Richards, di "picchiatori". Keith Richards fu uno dei maggiori estimatori di Watts, ritenendolo "il miglior batterista con cui abbia mai suonato". Watts continuò con la propria passione per il jazz, avviando una serie di progetti extra-Stones in ambito jazzistico. Negli anni 80 fu in tournée con una big band, che annoverava Jack Bruce e Evan Parker. Nel 1993 fondò il Charlie Watts Quintet, e nel 2004 il Charlie Watts Tentet. 

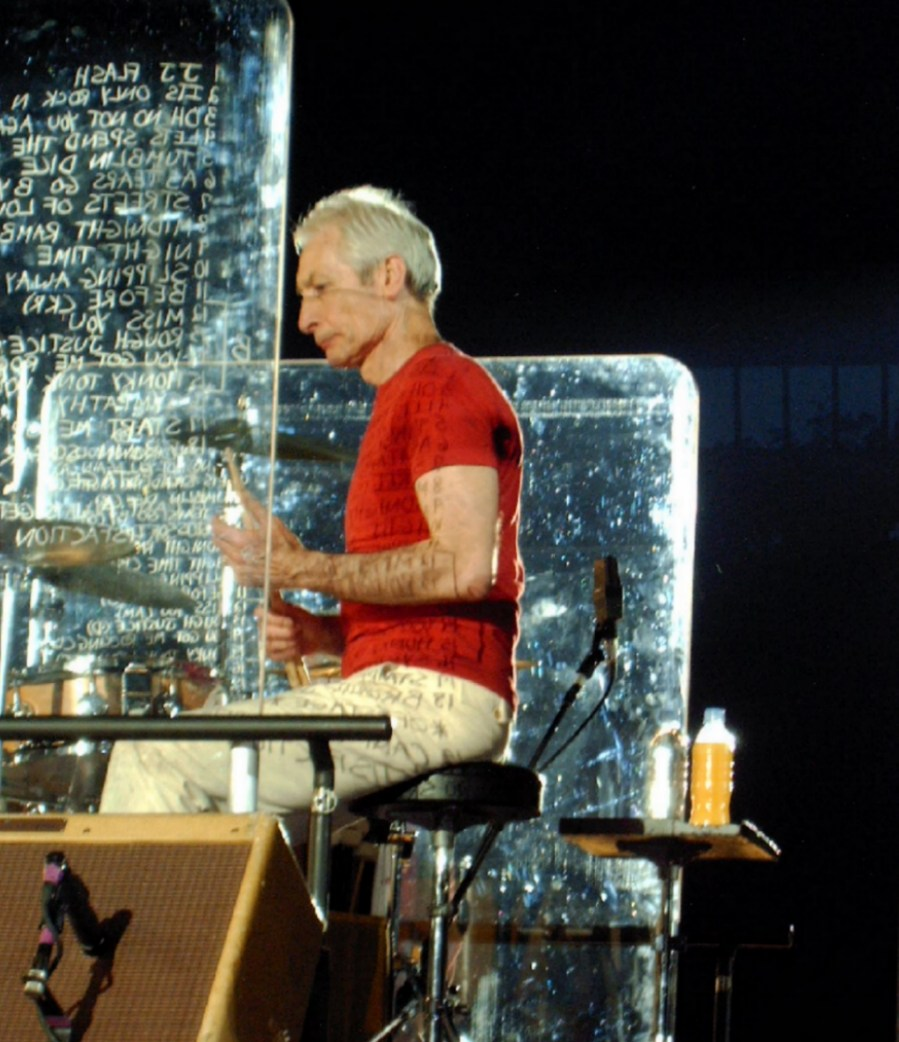
Charlie Watts nel 2006

Da segnalare anche una sua collaborazione con Jim Keltner, nata in seno agli Stones. Attorno agli anni 2010 suonò anche con The ABC&D of Boogie Woogie (Axel Zwingenberger, Ben Waters, e Dave Green). In questa formazione fece tappa allo Steinegg Live Festival di Cornedo all'Isarco e al Blue Note di Milano.

## Vita privata
Rispetto all'immagine trasgressiva e sessualmente provocatoria che i Rolling Stones hanno sempre avuto, Charlie Watts costituiva un'eccezione. Gli altri membri del gruppo lo hanno definito come una persona calma e riflessiva, ma in grado comunque di farsi rispettare. Secondo Richards, Watts era il collante dei Rolling Stones, tanto sul palco quanto fuori, bravo a mantenere l'equilibrio tra le due primedonne Jagger e Richards.
Era sposato dal 1964 con la pittrice e scultrice Shirley Ann Shepherd, che conosceva già prima di entrare nella band: un esempio di fedeltà raro nel mondo del rock. Ebbero anche una figlia, Seraphina Watts, nata nel 1968.
L'unico momento della sua vita in cui conobbe i vizi classici delle rockstar fu durante gli anni ottanta, segnati da una brutta avventura con l'eroina, ma anche in questo frangente egli conservò un'immagine riservata, evitando di farne una questione pubblica.
Nel 2004 gli fu diagnosticato un cancro alla gola, dal quale riuscì a guarire.

### Morte
È morto il 24 agosto 2021, a 80 anni, in un ospedale di Londra dopo un'operazione d'urgenza al cuore. Jagger, Richards e Wood gli tributarono omaggi, insieme anche all'ex membro degli Stones Bill Wyman. Molte altre celebrità e svariati musicisti rock ricordarono Watts, inclusi Paul McCartney, Ringo Starr, Elton John, Brian Wilson, Pete Townshend, Nick Mason (che definì Watts "probabilmente il più sottovalutato dei grandi batteristi rock"), Roger Daltrey, gli U2, Bryan Adams, Liam Gallagher, Brian May, Roger Taylor, Kenney Jones, Chad Smith, Questlove e Max Weinberg. Per 10 giorni, il contenuto del sito web dei Rolling Stones fu rimpiazzato da una singola foto di Watts.

## Discografia

### Da solista
Album in studio
- 1991 - From One Charlie (Charlie Watts Quintet)
- 1992 - A Tribute to Charlie Parker With Strings (Charlie Watts Quintet)
- 1993 - Warm & Tender (Charlie Watts Quintet)
- 1996 - Long Ago & Far Away (Charlie Watts Quintet)
- 2000 - Charlie Watts Jim Keltner Project
- 2010 - The Magic of Boogie Woogie (Axel Zwingenberger (p), Charlie Watts (dr), Dave Green (b))
- 2023 - Anthology

Live
- 1986 - Live at Fulham Town Hall (Charlie Watts Orchestra)
- 2004 - Watts at Scott's (Charlie Watts and the Tentet)
- 2017 - Charlie Watts Meets the Danish Radio Big Band [Live]

## Equipaggiamento
- Batterie Gretsch
  - Cassa 22"
  - Tom 12"
  - Timpano 16"
  - Rullante 5" X 14"

- Piatti UFIP / Zildjian
  - UFIP Natural Series Fast China
  - UFIP Rough Series China (con rivetti)
  - UFIP Flat Ride
  - Zildjian Swish
  - UFIP Ritmo Series Hi-hat

- Bacchette Vic Firth
  - Charlie Watts Signature Sticks (Lunghezza: 16" / Diametro: .585")